# 2075 Martinez
2075 Martinez (1974 VA) là một tiểu hành tinh vành đai chính.